# Kreuzjochspitze
Kreuzjochspitze är en bergstopp i Österrike.   Den ligger i distriktet Imst och förbundslandet Tyrolen, i den västra delen av landet, 400 km väster om huvudstaden Wien. Toppen på Kreuzjochspitze är 2 071 meter över havet.
Terrängen runt Kreuzjochspitze är mycket bergig. Närmaste större samhälle är Imst, 12,9 km nordväst om Kreuzjochspitze. 
I omgivningarna runt Kreuzjochspitze växer i huvudsak barrskog. Runt Kreuzjochspitze är det ganska glesbefolkat, med 35 invånare per kvadratkilometer.